# Contea di Okcheon
La contea di Okcheon (Okcheon-gun; 옥천군; 沃川郡) è una delle suddivisioni della provincia sudcoreana del Nord Chungcheong.